# Chamber Music Society
Albums de Esperanza Spalding
Esperanza
(2008) Radio Music Society
(2012)
Chamber Music Society est le troisième album de la chanteuse et contrebassiste Esperanza Spalding paru en 2010.

## À propos de l'album
Sur Chamber Music Society , Esperanza Spalding joue une musique à la croisée du jazz, de la soul, de la musique classique et de la pop. Spalding, au chant et à la contrebasse, s'entoure de musiciens de choix : la batteuse Terri Lyne Carrington, le pianiste Leo Genovese (en) et le  percussionniste Quintino Cinalli. Les musiciens sont secondés par des cordes, arrangées par Spalding et Gil Goldstein (en),. Quelques invités viennent compléter le casting : le guitariste Ricardo Vogt et les chanteurs Milton Nascimento et Gretchen Parlato, dont la voix fait des merveilles sur deux morceaux,.
Inútil Paisagem, écrit par Aloísio de Oliveira et Antônio Carlos Jobim, est joué ici dans une version qui s'éloigne des rivages de la bossa nova pour rejoindre ceux de la musique classique : le morceau est un duo entre Spalding et Gretchen Parlato, qui chantent en anglais et en portugais, seulement accompagnées par la contrebasse de Spalding.
À la suite de cet album, Esperanza Spalding est la première musicienne de jazz à remporter le Grammy Award du meilleur nouvel artiste.

## Réception critique

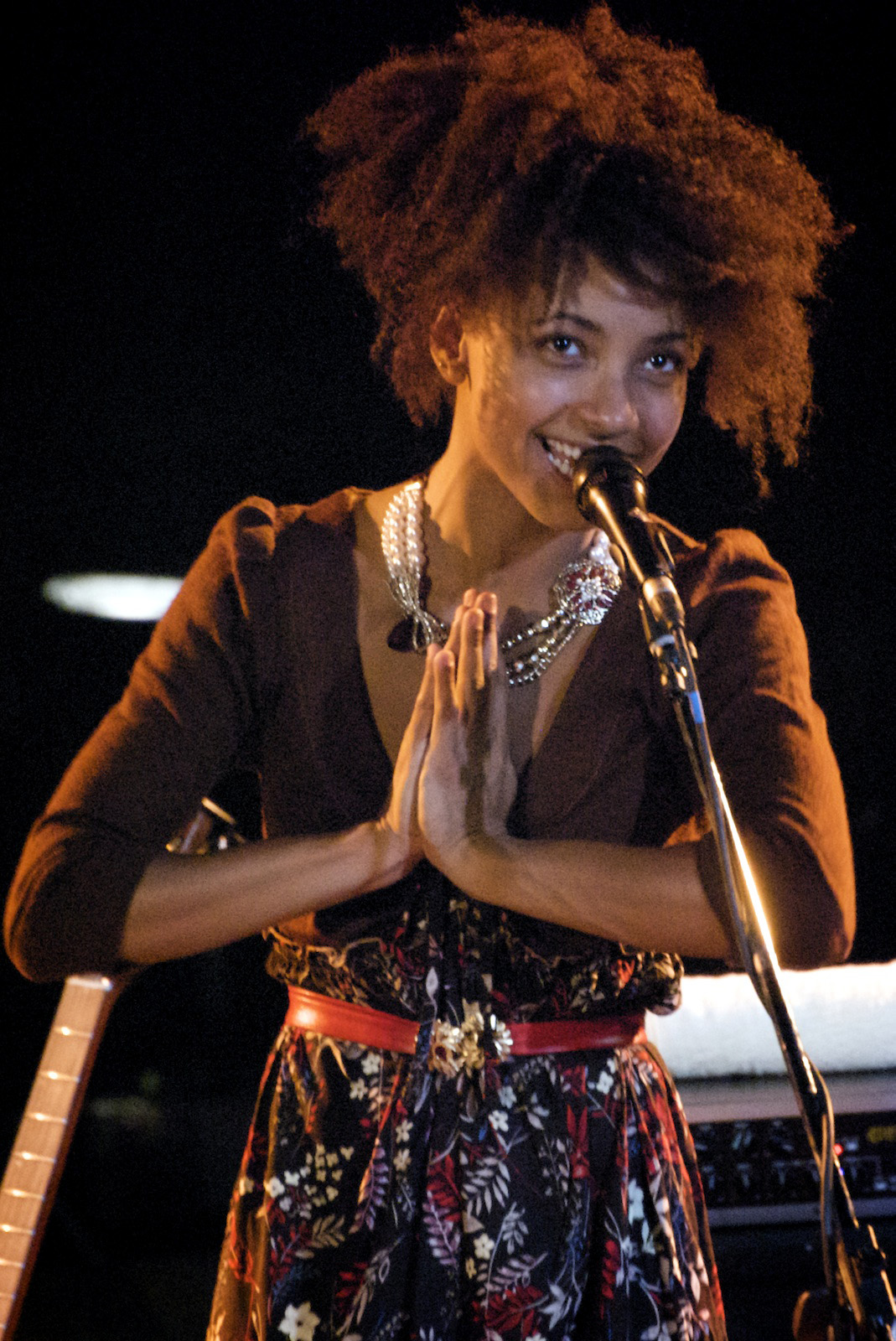
Esperanza Spalding en 2009 à Florence.

L'album est un succès critique, salué par The Guardian, The Times, The Strad, Rolling Stone, All About Jazz, The Absolute Sound, Daily Republic, Télérama, NPR… Pour Thom Jurek (AllMusic), « Chamber Music Society est un cadeau plus sophistiqué qu'Esperanza, mais avec sa diversité musicale, son panache dans le style, son humour et son âme, c'est une écoute encore plus agréable ». Pour Phil Wain (No Treble), Chamber Music Society est « l'album unique et magnifique d'une musicienne brillante ».
Zachary Sniderman (Paste) est plus nuancé : tout en soulignant largement le talent de la musicienne, il regrette que l'album soit parfois un peu abstrait aux dépens de l'émotion.

## Morceaux
| No  | Titre                                             | Paroles             | Musique                     | Durée |
| --- | ------------------------------------------------- | ------------------- | --------------------------- | ----- |
| 1.  | Little Fly                                        | William Blake       | Esperanza Spalding          | 3:33  |
| 2.  | Knowledge of Good and Evil                        |                     | Esperanza Spalding          | 7:59  |
| 3.  | Really Very Small                                 | Esperanza Spalding  | Esperanza Spalding          | 2:44  |
| 4.  | Chacarera                                         |                     | Leo Genovese (en)           | 7:27  |
| 5.  | Wild Is the Wind                                  | Ned Washington      | Dimitri Tiomkin             | 5:37  |
| 6.  | Apple Blossom                                     | Esperanza Spalding  | Esperanza Spalding          | 6:02  |
| 7.  | As a Sprout                                       |                     | Esperanza Spalding          | 0:41  |
| 8.  | What a Friend                                     |                     | Esperanza Spalding          | 4:54  |
| 9.  | Winter Sun                                        | Esperanza Spalding  | Esperanza Spalding          | 6:48  |
| 10. | Inútil Paisagem                                   | Aloísio de Oliveira | Antônio Carlos Jobim        | 4:38  |
| 11. | Short and Sweet                                   |                     | Esperanza Spalding          | 5:52  |
| 12. | Midnight Sun (bonus track de l'édition japonaise) | Johnny Mercer       | Lionel Hampton, Sonny Burke | 4:28  |

## Musiciens
Le livret du disque indique :
- Esperanza Spalding : contrebasse, voix
- Leo Genovese (en) : piano rhodes, mélodica
- Terri Lyne Carrington : batterie
- Quintino Cinalli : percussions, tambour candombe, bombo legüero
- Entcho Todorov : violon
- Lois Martin : alto
- David Eggar : violoncelle sur Chacarera et Wild Is the Wind
- Milton Nascimento : voix sur Apple Blossom
- Gretchen Parlato : voix sur Inútil Paisagem et Knowledge of Good and Evil
- Ricardo Vogt : guitare sur Apple Blossom

## Partition
- (en) Esperanza Spalding : Chamber Music Society, Hal Leonard Corporation, 88 p. (ISBN 9781458407795, présentation en ligne). L'album est intégralement arrangé pour voix, piano et contrebasse.